# Seznam ameriških pomorščakov
Seznam ameriških pomorščakov.

## B
- Joseph Bates
- Benjamin Briggs

## C
- Marvin Creamer

## D
- Richard Henry Dana mlajši

## J
- Irving Johnson

## M
- Buddy Melges

## P
- Harry Pidgeon

## V
- William Kissam Vanderbilt II.

Predloga:Pomorscaki